# Graciela Silvestri
Graciela Silvestri (* 1954) ist eine argentinische Architektin sowie Professorin für Geschichte und Kritik der Architektur. Da ihre Themen sehr breit gefächert sind, ist sie als Kulturwissenschaftlerin bekannt.
Silvestri ist Professorin der Universidad Nacional de La Plata sowie der Maestría en Historia de la Arquitectura am Instituto Di Tella. Von 2005 bis 2006 war sie Profesora invitada des Departementes für Stadtplanung und Design an der Harvard University.

## Schriften
- El Paisaje Como Cifra de Armonia. Nueva Visión, 1991. ISBN 978-950-602-430-7
- Mit Fernando Aliata: El Color del Rio: Historia Cultural del Paisaje del Riachuelo. Universidad Nacional de Quilmes, 2004. ISBN 978-987-558-016-9
- El lugar común: . EDHASA, 2011. ISBN 978-987-628-117-1
- La ciudad que fue olvidada. (PDF; 2,0 MB)
- Postales de Buenos Aires (Notas para leer en el subte). (PDF; 159 kB)